# (1483) Hakoila
(1483) Hakoila est un astéroïde de la ceinture principale.

## Description
(1483) Hakoila est un astéroïde de la ceinture principale. Il fut découvert le 24 février 1938 à Turku par Yrjö Väisälä. Il présente une orbite caractérisée par un demi-grand axe de 2,72 UA, une excentricité de 0,18 et une inclinaison de 4,5° par rapport à l'écliptique.

## Compléments